# Gic
Gic ist eine ungarische Gemeinde im Kreis Pápa im Komitat Veszprém.

## Geografische Lage
Gic liegt 40 Kilometer nordwestlich des Komitatssitzes Veszprém und 24 Kilometer nordöstlich der Kreisstadt Pápa. Nachbargemeinden sind Sokorópátka, Bakonypéterd, Románd, Bakonygyirót, Bakonytamási und Nagydém.

## Geschichte
Im Jahr 1913 gab es in der damaligen Kleingemeinde 41 Häuser und 612 Einwohner auf einer Fläche von 5319  Katastraljochen. Sie gehörte zu dieser Zeit zum Bezirk Zircz im Komitat Veszprém.

## Sehenswürdigkeiten
- Getreidespeicher, denkmalgeschützt
- Römisch-katholische Kirche Szent Janka, erbaut 1944, mit freistehendem Glockenturm aus Holz
- Schloss Jankovich-Bésán, erbaut ab 1840

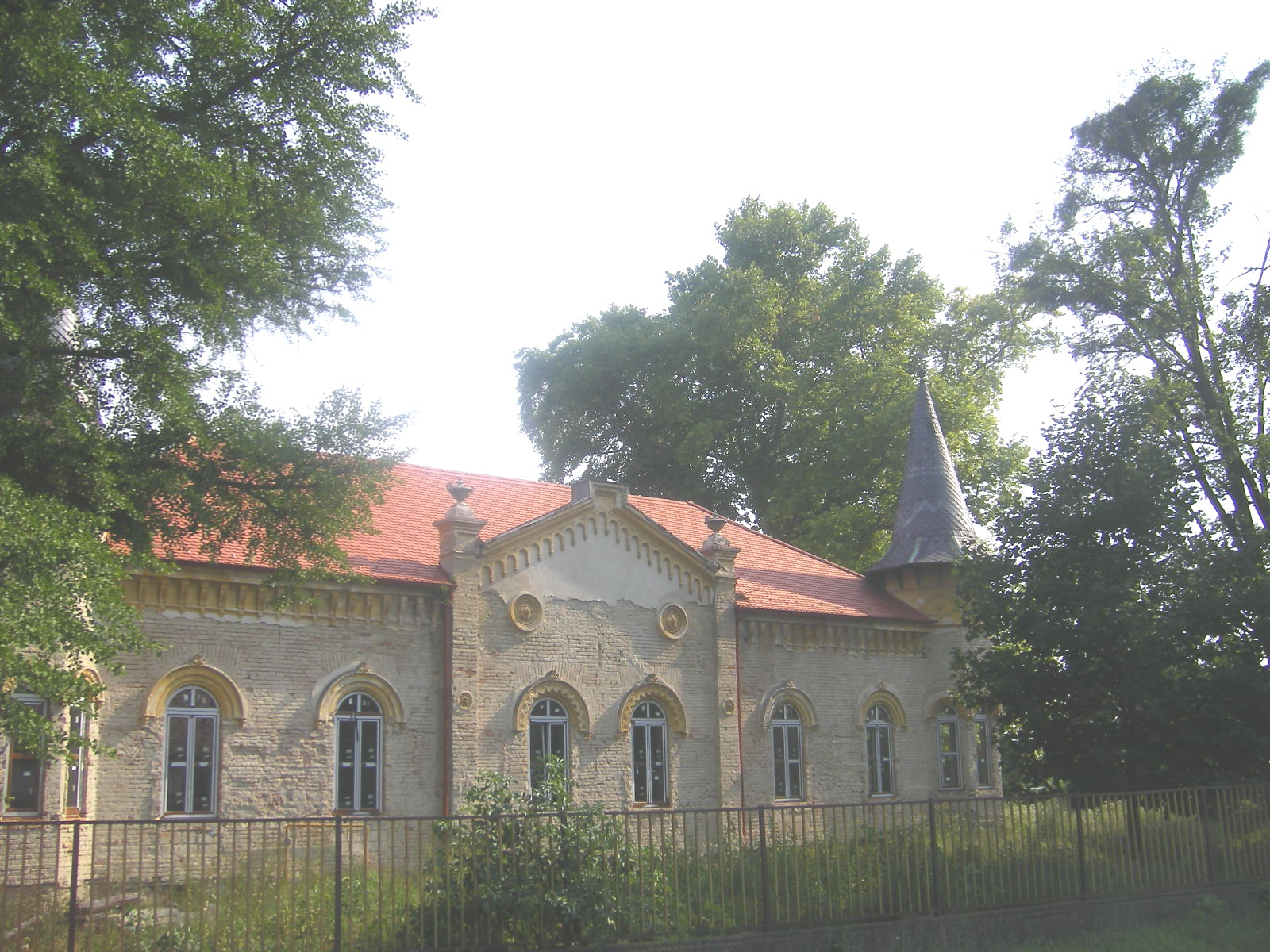
Schloss Jankovich-Bésán
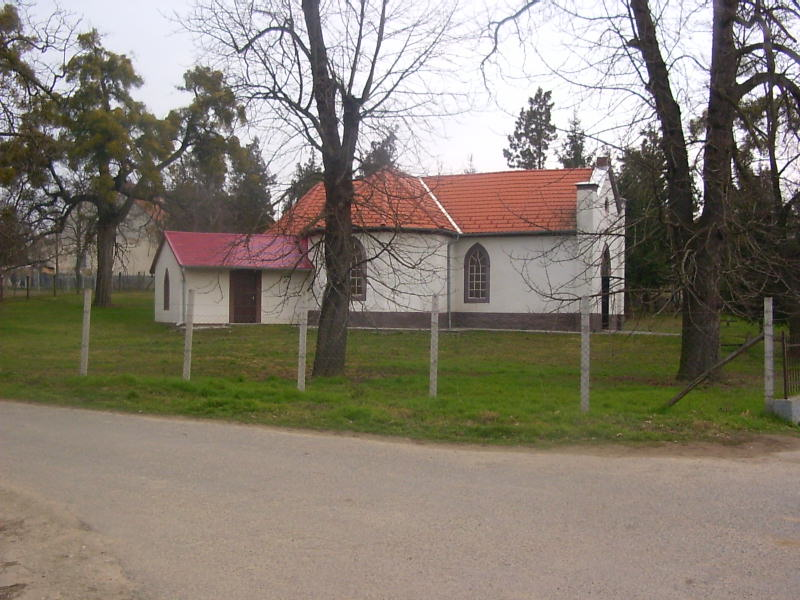
Kirche Szent Janka

## Verkehr
Durch Gic verläuft die Hauptstraße Nr. 832. Es bestehen Busverbindungen nach Pápa und Győr. Der Bahnhof Gic-Hathalom liegt an der Eisenbahnstrecke von Tatabánya nach Pápa, jedoch wurde der Personenverkehr auf dem Abschnitt zwischen Pápa und Kisbér im Jahr 2007 eingestellt,  so dass Reisende den sechs Kilometer östlich liegenden Bahnhof in Veszprémvarsány nutzen müssen.